# 제5차 대프랑스 동맹
제5차 대프랑스 동맹 전쟁(Fifth Coalition, 1809년 4월 9일 - 1809년 10월 14일)은 나폴레옹 1세의 프랑스 제국과 그에 맞서기 위해 오스트리아 제국과 영국이 결성한 동맹이 벌인 전쟁이다. 4월부터 7월 간 중유럽의 대부분에서 전개된 프랑스와 오스트리아 사이의 주된 교전은 양 측 모두에게 수많은 사상자를 내었다. 반도 전쟁으로 벌써 유럽 대륙의 전쟁에 참전한 영국은 오스트리아 군을 돕기 위해 왈헤렌 작전을 펼쳐 네덜란드로 다른 원정대를 보냈으나 이 작전은 전쟁에 있어 작은 영향만 주게 되었다. 바이에른과 도나우강에서의 작전 후에 7월 초 바그람 전투로 인해 전쟁은 프랑스에게 이득이 되게 끝났다. 그 결과로 나온, 오스트리아와의 최근의 관계를 우롱한 쇤브룬 조약은 가혹했다.
메테르니히와 카를 대공은 그들의 근본적인 목표인 합스부르크 제국의 유지를 했고 나폴레옹을 전에 프랑스-오스트리아의 평화와 친선의 약속과 맞바꾸어 더 보통의 목표를 찾게 만들었다. 그럼에도 불구하고 대부분의 세속영지들은 합스부르크의 영지로남아있었다. 하지만 갈리시아는 폴란드에게 주어지고 티롤의 잘츠부르크 지역은 바이에른에게 넘겨졌으며, 프랑스는 카렌시아, 카르니올라와 아드리아해의 항구를 받았다. 이 영토 변화의 결과로써, 오스트리아는 전체 인구의 1/5가량 되는 3백만명이 넘는 국민을 잃었다.
5차 대프랑스 동맹 전쟁에서 패전했으나 영국, 스페인과 포르투칼은 프랑스와 여전히 반도 전쟁에서 싸우고 있었다. 1812년 나폴레옹의 러시아 원정까지 중앙유럽과 동유럽은 평화로웠다. 러시아 원정은 1813년 제6차 대프랑스 동맹의 형성으로 이어졌다.

## 배경
1808년 나폴레옹의 패권은 유럽 전역에 미치고 있었다. 그러나 해상에서는 영국이 여전히 제해권을 장악 해상 봉쇄를 계속하고 있었다. 또한 스페인은 프랑스 지배가 현지 주민의 반감을 사서 각지에서 게릴라가 궐기하고 있었다. 영국은 아서 웰즐리를 파견하여 스페인의 반란 세력을 지원했다. 소위 반도 전쟁이 시작된 것이다. 이러한 육지와 바다에서 나폴레옹이 차질을 빚는 것을 본 오스트리아 제국은 1809년 4월 9일 영국과 제5차 대프랑스 동맹을 결성하고, 1805년 프레스부르크 조약에서 잃은 영토 탈환에 나섰다.

## 전쟁의 전개
1809년 오스트리아 전쟁

### 에크뭘 전투
아우스터리츠 전투에서 치욕적인 패배를 당한 이후 오스트리아는 재기를 준비하며 군제 개혁을 실시했다. 카를 대공이 총사령관에 취임하여, 프랑스식의 군단 편성을 도입했다. 또한 기존의 용병 이외에, 독일계 주민을 중심으로 하는 국군인 "국방군"(Landwehr)을 창설했다. 국방군 15,000명이 1809년 전쟁에 참가하여, 이후 24만 명의 군대로 발전한다. 1809년 4월 9일 카를 대공이 이끄는 20만 명의 오스트리아군 주력은 프랑스의 동맹국인 바이에른에 침공했다. 동시에 페르디난트 대공의 군단이 바르샤바 공국에, 요한 대공의 군단이 이탈리아를 침공했다.
프랑스군은 사전에 오스트리아군 동원을 감지하고 있었다. 총참모장 베르티는 즉시 라인 동맹에 주둔한 다부, 우디노, 르페브르, 마세나 등의 부대를 동원했다. 나폴레옹 본인도 파리를 출발하여, 4월 18일에는 전선인 잉골슈타트에 도착했다. 전선의 프랑스군과 동맹군은 18만 명에 이르렀지만, 당시 프랑스군의 정예는 스페인에 있었고, 집결할 수 있었던 것은 2선급 부대였다. 하지만 나폴레옹은 오스트리아군의 분산 상태를 꿰뚫어보고 즉각 반격에 들어갔다.
나폴레옹은 주력 9만을 이끌고 4월 20일 아벤스베르크에서 오스트리아군의 선봉을 돌파했다. 오스트리아군 우익을 다부에게 맡기고, 오스트리아 군 좌익을 추격하여 남하하였다. 4월 21일 란츠 푸트로에서 오스트리아군 좌익을 깨고, 반전 북상하여 4월 22일 에크뭘 전투에서 카를 대공이 이끄는 오스트리아군 우익을 격파했다. 카를 대공은 다뉴브강 북쪽으로 퇴각했다.

### 아스페른-에슬링 전투
같은 무렵 폴란드도 포니아토프스키가 이끄는 바르샤바 공국군이, 라싱 전투(4월 19일)에서 오스트리아군에게 승리했다. 나폴레옹이 이끄는 프랑스군 주력은 다뉴브강 남안을 동진하여, 5월 13일 오스트리아의 수도 비엔나에 무혈 입성했다. 카를 대공도 오스트리아군을 다뉴브강 건너 편에 집결시켜, 결전의 태세를 취했다.
5월 18일부터 20일에 걸쳐 프랑스군은 다뉴브 강의 나카스에 있는 로바우 섬을 점령하고 가교를 걸쳐, 맞은 편의 아스페른에서 에슬링 일대에 걸쳐 교두보를 마련했다. 하지만 오스트리아군의 파괴 공작으로 가교가 자주 떠내려가서 충분한 병력을 도하시킬 수 없었다. 5월 21일 - 5월 22일, 오스트리아 군은 반도의 프랑스군을 공격하여 승리를 거뒀다. 이 아스펜 에슬링 전투는 나폴레옹이 지휘한 전투 중 첫 패배였다. 병력의 피해는 물론이고, 가장 신뢰하는 부하 장 란이 전사하는 등 나폴레옹 자신에게 매우 뼈아픈 패배였다.

### 바그람 전투
나폴레옹은 이탈리아 방면에서 외젠 군단 등의 도착을 기다리며 다시 결전을 무시했다. 7월 4일, 폭풍우를 뚫고 야간에 전위 부대가 다뉴브강을 도하하여, 7월 5일 저녁까지 단숨에 14만 명이 도하에 성공했다. 7월 5일부터 6일까지 치러진 《바그람 전투》에서 프랑스군은 큰 피해를 입었지만, 오스트리아군에 승리를 거뒀다. 7월 12일 휴전이 성립되어, 오스트리아는 다시 프랑스에 굴복했다.
그 이전에 영국은 네덜란드의 발터 헬렌 섬과 스페인에 병력을 파견하고 있었다. 남북에서 프랑스의 붕괴를 노린 것이지만, 오스트리아가 항복했기 때문에 네덜란드의 영국군은 뚜렷한 전과를 거두지 못하고 철수했다. 스페인의 영국군도 공세에 나섰지만, 뜻을 이루지 못하고 12월에는 대부분 철수했다.

## 여파
10월 14일, 《쇤브룬 조약》이 체결되고, 오스트리아는 광대한 영토를 할양하게 되었다. 또한 1810년에는 오스트리아 황녀 마리 루이즈가 프랑스의 황후가 되었다. 이 무렵 나폴레옹의 패권은 네덜란드, 함부르크, 로마 등을 합병하고 프랑스 제국의 지배 아래 있는 이탈리아 왕국, 형 조제프 보나파르트가 왕위에 있는 스페인, 동생 제롬 보나파르트가 왕위에 베스트팔렌 왕국, 시동생인 뮈라가 왕위에 있는 나폴리 왕국, 동맹인 스위스 연방, 라인 동맹, 바르샤바 공국에 이르러, 나폴레옹의 절정기로 평가된다.

## 같이 보기
- 대프랑스 동맹
- 나폴레옹 전쟁
- 제4차 대프랑스 동맹
- 제6차 대프랑스 동맹